# Некрасове (Шосткинський район)
Некра́сове — село в Україні, у Глухівській міській громаді Шосткинського району Сумської області. Населення становить 946 осіб. До 2020 орган місцевого самоврядування — Семенівська сільська рада.

## Географія
Село Некрасове розташоване на березі річки Есмань (головним чином на лівому березі), вище за течією на відстані 1.5 км розташоване місто Глухів, нижче за течією на відстані 2 км розташоване село Семенівка. На річці велика загата.
Поруч пролягає автомобільний шлях Р44.
На околиці села виявлені залишки поселення епохи неоліту.

## Назва
Існує дві версії походження назви села:
1. З давніх-давен на поселення чи завоювання місцевості, де тепер розташоване село Некрасове, прибув загін із 36 козаків на чолі з отаманом Некрасовим. Цей загін оселився там, де тепер Некрасівський луг, біля річки. Але згодом переселився на місце нинішнього розташування села. А поселення отримало назву від прізвища отамана.
2. Старі люди кажуть, що в давні часи некрасівська місцевість являла собою глухий густий ліс. Це місце було засланням для тих, хто виступав проти царського уряду. Одного разу сюди прибув чоловік на прізвище Некрасов, який заснував поселення. Від його прізвища і назвали село Некрасове.

## Історія
- У 1859 році у казеному та власницькому селі налічувалось 122 двори, мешкало 1113 осіб (534 чоловічої статі та 579 — жіночої), була православна церква та завод винокуріння[1].
- Станом на 1885 рік у колишньому державному та власницькому селі Глухівської волості Глухівського повіту Чернігівської губернії, мешкало 1220 осіб, налічувалось 177 дворових господарств, існувала православна церква, 2 постоялих будинки, 2 водяних млини[2].
- За переписом 1897 року кількість мешканців зросла до 1592 осіб (782 чоловічої статі та 810 — жіночої), з яких 1590 — православної віри[3].

| 1859  | 1885  | 1897  | 2001 |
| ----- | ----- | ----- | ---- |
| 1 113 | 1 220 | 1 592 | 946  |
|       | ▲     | ▲     | ▼    |

З 1917 — у складі УНР, з квітня 1918 — у складі Української Держави Гетьмана Павла Скоропадського. З 1921 тут панує стабільний окупаційний режим комуністів, якому чинили опір місцеві мешканці.
12 червня 2020 року, відповідно до розпорядження Кабінету Міністрів України № 723-р «Про визначення адміністративних центрів та затвердження територій територіальних громад Сумської області», село увійшло до складу Глухівської міської громади.
19 липня 2020 року, в результаті адміністративно-територіальної реформи та ліквідації Глухівського району, село увійшло до складу новоутвореного Шосткинського району.

## Пам'ятки
- Обрядові пісні села Некрасове - елемент нематеріальної культурної спадщини Сумської області.

### Кулінарія
Однією із традиційних страв села Некрасове є «Кутня кишка зі шкварками». Так некрасівці називають домашню ковбасу, що готується зі свинячого м’яса, сала та субпродуктів. Поширення страви зумовлене домашнім розведенням свиней, що практикують мешканці села. Технологія приготування страви лишається незмінною упродовж понад трьох поколінь мешканців села. Некрасівський спосіб приготування домашньої ковбаси активно побутує, йому поки що не загрожує зникнення.  Страва включена до Сумського обласного переліку елементів нематеріальної культурної спадщини.

## Уродженці
- Коваленко Юрій Олександрович (1966—2023) — український вчений, історик, археолог, учасник місії «Чорний тюльпан», краєзнавець, викладач, музикант, штаб-сержант Збройних Сил України, учасник російсько-української війни, що загинув у ході російського вторгнення в Україну в 2023 році.